# Corporate Europe Observatory
El Corporate Europe Observatory (CEO ) és un grup de recerca sense ànim de lucre amb l'objectiu de fiscalitzar i donar publicitat dels exectes dels lobbys corporatius en els processos d 'elaboració de polítiques de la UE. Té la seu a Brussel·les.
El 2021 estava format per 13 persones.
El treball del CEO com a vigilància del lobby de les grans farmàcies i les grans tecnologies també ha emès informes importants, que es van publicar a The New York Times i Reuters.
El CEO organitza conjuntament els Worst EU Lobbying Awards, que es donen al grup de pressió, que utilitza "les tàctiques de lobbying més enganyoses, enganyoses o problemàtiques en els seus intents d'influir en la presa de decisions de la UE" en un any determinat.